# نور (أرتوقلو)
نور (بالتركية: Nur)‏ قرية عربية تتبع إداريّاً لمديرية أرتوقلو في ولاية ماردين التركية، بلغ عدد سكانها 157 نسمة في عام 2021.